# إيفان هينز
إيفان هينز (بالإنجليزية: Ivan Haines)‏ هو لاعب كرة قدم بريطاني في مركز قلب الدفاع، ولد في 14 سبتمبر 1968. لعب مع نادي غيلينغهام.